# Stipa sanluisensis
Stipa sanluisensis är en gräsart som beskrevs av Carlos Luis Spegazzini. Stipa sanluisensis ingår i släktet fjädergrässläktet, och familjen gräs. Inga underarter finns listade i Catalogue of Life.